# Яблонська Ганна Григорівна
Га́нна Григо́рівна Ябло́нська, у шлюбі Машу́тіна, псевдонім рос. Анна Яблонская (20 липня 1981, Одеса, Україна — 24 січня 2011, аеропорт Домодєдово, Московська область, Росія) — українська російськомовна драматургиня, поетеса, прозаїкиня, журналістка, лауреатка міжнародних конкурсів і премій у галузі драматургії.

## Життєпис
Народилась 20 липня 1981 року в Одесі.
24 січня 2011 року близько 16:00 прибула авіарейсом з Одеси до Москви для отримання премії «Особова справа — 2010», присудженої їй російським часописом «Мистецтво кіно» за нову п'єсу «Язичники». Приблизно через півгодини, близько 16:32 загинула в результаті терористичного акту (вибуху), здійсненого в залі міжнародних прильотів аеропорту «Домодєдово».
Була у шлюбі. Після загибелі Яблонської залишилася сиротою її трирічна дочка Марія.

## П'єси
- «Бермудський квадрат»
- «Відеокамера»
- «Вихід до моря»
- «Дюймовочка і метелик»
- «Занедбане радіо»
- «Монодіалоги»
- «Лист до зоопарку»
- «Тепло»
- «Праски»
- «Шоу ковбоя без собаки»

## Театральні постановки
Вистави за п'єсами Яблонської мають яктивну сценічну долю в Росії («Човняр» 2023 року). На українській сцені постановки одеситки у відповідному перекладі реалізовуються на сцені Одеського академічного музично-драматичного театру ім. Василя Василька («Перевізник», 2024 рік).

## Відзнаки
Увійшла до лонг-листа премії «Дебют» у номінації «Літературна критика» (2004), лонг-листа драматургічного конкурсу «Євразія-2005» (Єкатеринбург).
Дипломантка конкурсу сучасної драматургії «Вільний Театр» (Мінськ, 2005), лауреат міжнародних конкурсів «Прем'єра.txt» (2005), «Євразія» (2006).